# Čeněk Pavlík
Čeněk Pavlík (* 1. dubna 1955) je český houslista.

## Životopis
Na housle se začal učit hrát ve čtyřech letech na LŠU v Brandýse nad Labem. Studoval u Josefa Muziky, jednoho z posledních žáků Otakara Ševčíka. Na konzervatoři (1970-1975) a později i na pražské AMU (1975–1980) jej vedla profesorka Nora Grumlíková.
Celkem jedenáctkrát se zúčastnil letních mistrovských kurzů u Nathana Milsteina v Curychu. Spolu s Henrykem Szeryngem hrál dvojkoncert J. S. Bacha; z politických důvodů však u něj nemohl studovat.[zdroj⁠?!] V roce 1986 založil s klavíristou Ivanem Klánským a violoncellistou Markem Jeriem Guarneri trio (od roku 1989 Guarneri Trio Prague).
Jako sólista a později i člen tria vystupoval téměř v šedesáti zemích světa na více než 3 000 koncertech,[zdroj⁠?!] nahrával pro rozhlas, televizi a vydával alba. Kromě koncertní činnosti příležitostně vyučuje na krátkodobých kurzech např. ve Španělsku, Německu, Polsku, Kanadě, Brazílii a v České republice.
Žije v Praze.

## Ocenění v sólové hře
- vítěz 1. kategorie na Kocianově houslové soutěži 1965
- vítěz soutěže Concertino Praga 1970
- finále soutěže P.I. Čajkovského v Moskvě 1974
- vítěz Bratislavské rozhlasové soutěže 1975
- 1. cena na mezinárodní houslové soutěži Pražského jara 1976
- 1. cena mezinárodní soutěže Emily Andersenové v Londýně 1979

## Zájmy
Věnuje se oboru gotických a renesančních reliéfně zdobených kamnových kachlů, stejně jako kresbě a kresebným rekonstrukcím těchto artefaktů. V odborném tisku publikoval přes padesát studií a je spoluautorem Encyklopedie kachlů v Čechách, na Moravě a ve Slezsku.[zdroj⁠?!] V roce 2018 samostatně vydal v nakladatelství Libri druhou publikaci týkající se zdobených kamnových kachlů - Velký obrazový atlas gotických kachlových reliéfů, ve kterém, kromě textové části, publikoval své kresby nalezených a zrekonstruovaných kachlových reliéfů.